# Reason to Believe
Reason to Believe är det amerikanska punkrockbandet Pennywise nionde album, utgivet 2008. Albumet fick stor uppmärksamhet eftersom det släpptes helt gratis på bandets MySpace-sida. Det gavs även ut i fysisk form av MySpace Records i USA och av Epitaph Records i Europa. 60 låtar skrevs under produktionen av albumet, varav 14 fanns med på den slutgiltiga originalversionen. 

## Låtlista
1. "(Intro) As Long as We Can" - 3:09
2. "One Reason" - 2:55
3. "Faith and Hope" - 3:04
4. "Something to Live For" - 2:38
5. "All We Need" - 2:48
6. "The Western World" - 3:08
7. "We'll Never Know" - 2:42
8. "Confusion" - 3:01
9. "Nothing to Lose" - 2:57
10. "It's Not Enough to Believe" - 2:38
11. "You Get the Life You Choose" - 2:52
12. "Affliction" - 3:19
13. "Brag, Exaggerate & Lie" - 2:04
14. "Die for You" - 3:40
15. "Next in Line" - 2:50 (Bonusspår)
16. "One Nation" - 2:47 (Bonusspår)
17. "Just One More Day" - 3:18 (Bonusspår)